# Parahyparrhenia laegaardii
Parahyparrhenia laegaardii är en gräsart som beskrevs av Jan Frederik Veldkamp. Parahyparrhenia laegaardii ingår i släktet Parahyparrhenia och familjen gräs. Inga underarter finns listade i Catalogue of Life.